# Hugo Weaving
Hugo Wallace Weaving (n. 4 aprilie 1960, Ibadan, Statul Oyo, Nigeria) este un actor britanic stabilit în Australia. Este cel mai mult cunoscut pentru rolul Agentului Smith în trilogia The Matrix și Elrond în trilogiile Stăpânul Inelelor și Hobbitul. Alte roluri ce i-au adus faima sunt Tick în The Adventures of Priscilla, Queen of the Desert, V în V for Vendetta, Red Skull în Captain America: The First Avenger și multiple roluri în Cloud Atlas. El a mai sonorizat personajele Rex în Babe, Noah în Happy Feet și Happy Feet Two și Megatron în seria de filme Transformers. Pe durata carierei el a primit multiple nominalizări și premii, printre care premii Satellite Award, MTV Movie Award și câteva Australian Film Institute Awards.

## Filmografie

### Film
| An   | Titlu                                             | Rol                                                                                 | Note                               |
| ---- | ------------------------------------------------- | ----------------------------------------------------------------------------------- | ---------------------------------- |
| 1980 | ...Maybe This Time                                | Student 2                                                                           |                                    |
| 1983 | The City's Edge                                   | Andy White                                                                          |                                    |
| 1986 | For Love Alone                                    | Jonathan Crow                                                                       |                                    |
| 1987 | Melba                                             | Charles Armstrong                                                                   |                                    |
| 1987 | The Right Hand Man                                | Ned Devine                                                                          |                                    |
| 1988 | Dadah Is Death                                    | Geoffrey Chambers                                                                   |                                    |
| 1989 | Bangkok Hilton                                    | Richard Carlisle                                                                    |                                    |
| 1990 | ...Almost                                         | Jake                                                                                |                                    |
| 1991 | Proof                                             | Martin                                                                              |                                    |
| 1992 | Road to Alice                                     | Louis                                                                               |                                    |
| 1993 | Frauds                                            | Jonathan Wheats                                                                     |                                    |
| 1993 | Reckless Kelly                                    | Sir John                                                                            |                                    |
| 1993 | The Custodian                                     | Det. Church                                                                         |                                    |
| 1994 | Exile                                             | Innes                                                                               |                                    |
| 1994 | The Adventures of Priscilla, Queen of the Desert  | Anthony "Tick" Belrose/Mitzi Del Bra                                                |                                    |
| 1994 | What's Going On, Frank?                           | Strange Packer in Supermarket                                                       |                                    |
| 1995 | Babe                                              | Rex the Male Sheepdog                                                               | Voce                               |
| 1997 | True Love and Chaos                               | Morris                                                                              |                                    |
| 1997 | Halifax f.p: Isn't It Romantic                    | Det. Sgt. Tom Hurkos                                                                |                                    |
| 1998 | Babe: Pig in the City                             | Rex the Male Sheepdog                                                               | Voce                               |
| 1998 | Bedrooms and Hallways                             | Jeremy                                                                              |                                    |
| 1998 | The Interview                                     | Eddie Rodney Fleming                                                                |                                    |
| 1998 | The Kiss                                          | Barry                                                                               |                                    |
| 1999 | Strange Planet                                    | Steven                                                                              |                                    |
| 1999 | Little Echo Lost                                  | Echo Man                                                                            |                                    |
| 1999 | The Matrix                                        | Agent Smith                                                                         |                                    |
| 2000 | The Magic Pudding                                 | Bill Barnacle                                                                       |                                    |
| 2001 | Russian Doll                                      | Harvey                                                                              |                                    |
| 2001 | The Old Man Who Read Love Stories                 | Rubicondo (Dentist)                                                                 |                                    |
| 2001 | The Lord of the Rings: The Fellowship of the Ring | Elrond                                                                              |                                    |
| 2002 | The Lord of the Rings: The Two Towers             | Elrond                                                                              |                                    |
| 2003 | The Lord of the Rings: The Return of the King     | Elrond                                                                              |                                    |
| 2003 | The Matrix Reloaded                               | Agent Smith                                                                         |                                    |
| 2003 | The Matrix Revolutions                            | Agent Smith                                                                         |                                    |
| 2003 | After the Deluge                                  | Martin Kirby                                                                        |                                    |
| 2004 | Everything Goes                                   | Ray                                                                                 |                                    |
| 2004 | Peaches                                           | Alan                                                                                |                                    |
| 2005 | Little Fish                                       | Lionel Dawson                                                                       |                                    |
| 2006 | Happy Feet                                        | Noah                                                                                | Voce                               |
| 2006 | V for Vendetta                                    | V                                                                                   |                                    |
| 2007 | Transformers                                      | Megatron                                                                            | Voce                               |
| 2007 | In The Company of Actors                          | El însuși / Judge Brack                                                             |                                    |
| 2008 | The Tender Hook                                   | McHeath                                                                             | a.k.a. The Boxer and the Bombshell |
| 2009 | Transformers: Revenge of the Fallen               | Megatron                                                                            | Voce                               |
| 2009 | Last Ride                                         | Kev                                                                                 |                                    |
| 2010 | The Wolfman                                       | Detective Francis Abberline                                                         |                                    |
| 2010 | Oranges and Sunshine                              | Jack                                                                                |                                    |
| 2010 | Legend of the Guardians: The Owls of Ga'Hoole     | Noctus and Grimble                                                                  | Voce                               |
| 2011 | Transformers: Dark of the Moon                    | Megatron                                                                            | Voce                               |
| 2011 | Captain America: The First Avenger                | Johann Schmidt / Red Skull                                                          |                                    |
| 2011 | Happy Feet Two                                    | Noah                                                                                | Voce                               |
| 2012 | Cloud Atlas                                       | Haskell Moore Tadeusz Kesselring Bill Smoke Nurse Noakes Boardman Mephi Old Georgie |                                    |
| 2012 | The Hobbit: An Unexpected Journey                 | Elrond                                                                              |                                    |
| 2013 | Mystery Road                                      | Johnno                                                                              |                                    |
| 2013 | The Turning                                       | Bob Lang                                                                            |                                    |
| 2014 | Healing                                           | Matt Perry                                                                          |                                    |
| 2014 | The Mule                                          | Croft                                                                               |                                    |
| 2014 | The Hobbit: The Battle of the Five Armies         | Elrond                                                                              |                                    |
| 2015 | Strangerland                                      | David Rae                                                                           | Post-producție                     |
| 2015 | The Dressmaker                                    | Sergeant Farrat                                                                     | Post-producție                     |

### Televiziune
| An   | Titlu                 | Rol                | Note                     |
| ---- | --------------------- | ------------------ | ------------------------ |
| 1984 | Bodyline              | Douglas Jardine    |                          |
| 1988 | The Dirtwater Dynasty | Richard Eastwick   | 4 episoade               |
| 1989 | Bangkok Hilton        | Richard Carlisle   |                          |
| 1993 | Seven Deadly Sins     | Lust               |                          |
| 1995 | Bordertown            | Kenneth Pearson    | 10 episoade              |
| 1996 | The Bite              | Jack Shannon       |                          |
| 1996 | Naked: Stories of Men | Martin Furlong     | 1 episod                 |
| 1997 | Frontier              | Governor Arthur    |                          |
| 2003 | After the Deluge      | Martin Kirby       |                          |
| 2010 | Rake                  | Prof Graham Murray | 1 episod                 |
| 2010 | I, Spry               | Narator            |                          |
| 2015 | New Davincibles       | Lee Nan            | Voce, dubalre în engleză |

## Premii
- 1991 – Australian Film Institute Awards, Best Actor in a Lead Role: Proof
- 1998 – Australian Film Institute Awards, Best Actor in a Lead Role: The Interview
- 2005 – Australian Film Institute Awards, Best Actor in a Lead Role: Little Fish
- 2007 – The Constellation Awards, Best Male Performance in a 2006 Science Fiction Film, TV Movie, or Miniseries: V for Vendetta
- 2011 – Sydney Theatre Award, Best Supporting Actor:Sydney Theatre Company's Uncle Vanya Arhivat în 21 august 2011, la Wayback Machine.
- 2012 – Helen Hayes Award, Best Supporting Performer, Non-Resident Production: Sydney Theatre Company's Uncle Vanya